# Boreomysis oparva
Boreomysis oparva is een aasgarnalensoort uit de familie van de Mysidae. De wetenschappelijke naam van de soort is voor het eerst geldig gepubliceerd in 1993 door Saltzman & Bowman.